# Gazella cuvieri
La gacela de Cuvier o del Atlas (Gazella cuvieri) es una especie de mamífero artiodáctilo de la familia Bovidae. Se denomina así en honor a Georges Cuvier. No se reconocen subespecies.

## Distribución y hábitat
Es propia de las zonas montañosas del Atlas y áreas adyacentes, encontrándose en Argelia, Marruecos, Túnez y Sahara Occidental.